# Синджорджу-де-Педуре
Синджорджу-де-Педуре (рум. Sângeorgiu de Pădure) — місто у повіті Муреш в Румунії. Адміністративно місту підпорядковані такі села (дані про населення за 2002 рік):
- Безід (699 осіб)
- Безіду-Ноу (39 осіб)
- Лоцу (6 осіб)

Місто розташоване на відстані 242 км на північний захід від Бухареста, 24 км на південний схід від Тиргу-Муреша, 102 км на схід від Клуж-Напоки, 104 км на північний захід від Брашова.

## Населення
За даними перепису населення 2002 року у місті проживали 5492 особи.
Національний склад населення міста:
| Національність            | Кількість осіб | Відсоток |
| ------------------------- | -------------- | -------- |
| угорці                    | 4149           | 75,5%    |
| румуни                    | 1096           | 20,0%    |
| цигани                    | 244            | 4,4%     |
| німці                     | 2              | < 0,1%   |
| не вказали національність | 1              | < 0,1%   |

Рідною мовою назвали:
| Мова                  | Кількість осіб | Відсоток |
| --------------------- | -------------- | -------- |
| угорська              | 4247           | 77,3%    |
| румунська             | 1097           | 20,0%    |
| циганська             | 145            | 2,6%     |
| німецька              | 2              | < 0,1%   |
| не вказали рідну мову | 1              | < 0,1%   |

Склад населення міста за віросповіданням:
| Релігія                                       | Кількість осіб | Відсоток |
| --------------------------------------------- | -------------- | -------- |
| реформати                                     | 3005           | 54,7%    |
| православні                                   | 1077           | 19,6%    |
| унітарії                                      | 568            | 10,3%    |
| римо-католики                                 | 470            | 8,6%     |
| баптисти                                      | 59             | 1,1%     |
| п'ятдесятники                                 | 26             | 0,5%     |
| не релігійні                                  | 26             | 0,5%     |
| адвентисти                                    | 23             | 0,4%     |
| греко-католики                                | 20             | 0,4%     |
| лютерани (Синодально-пресвітеріанська церква) | 8              | 0,1%     |
| атеїсти                                       | 5              | 0,1%     |
| лютерани                                      | 1              | < 0,1%   |
| не вказали релігію                            | 2              | < 0,1%   |

## Зовнішні посилання
- Дані про місто Синджорджу-де-Педуре на сайті Ghidul Primăriilor [Архівовано 29 лютого 2012 у Wayback Machine.]